# Klub poslední naděje
Klub poslední naděje (v originále Dallas Buyers Club) je americké filmové drama natočené podle skutečné události. Hlavními představiteli jsou Matthew McConaughey, Jennifer Garnerová a Jared Leto. Film je oceněn 2 Zlatými glóby (Matthew McConaughey získal Zlatý glóbus za nejlepší mužský herecký výkon a Jared Leto získal Zlatý glóbus za nejlepší mužský herecký výkon ve vedlejší roli).
V šesti kategoriích byl nominován na Oscara, nakonec byl oceněn třemi soškami: za výkony v hlavní a vedlejší mužské roli je získali Matthew McConaughey a Jared Leto, film obdržel také Oscara za nejlepší masky.

## Děj
Americký jezdec rodea Ron Woodroof, který nesnáší homosexuály, zjistí, že má AIDS. V 80. letech je však tato choroba považována právě za nemoc této komunity. Ron tak naprosto odmítá přijmout, že by se ho tato diagnóza mohla týkat. Jeho zdravotní potíže se však zhoršují. Léčba nemoci je však tehdy v USA úplně na začátku a nemá tedy možnost oficiálně se dostat k účinným lékům. Rozhodne se proto, že začne do země pašovat neschválené léky.
Při pobytu v nemocnici se seznámí s Rayonem, transsexuálem, který má stejnou diagnózu. Postupem času si na sebe zvyknou, a Rayon tak dokáže zmírnit Ronův odpor k homosexuálům. Ron založí Dallas Buyers Club, přes který se léky – v rámci zdravotního systému zakázané – dostávají k nemocným. Nemůže je lidem prodávat, proto zákon obejde tím, že nemocní platí členské příspěvky a léky získávají v rámci členství. Snaží se také změnit americké zákony tak, aby lidé v poslední fázi nemoci mohli léky dostávat legálně.
Ronovi lékaři na začátku dávají 30 dní na to, aby „uspořádal své záležitosti“. Díky různým lékům, které dokáže sehnat, pro sebe získá ještě sedm let. Pomůže tak zároveň mnoha lidem, kterým oficiální zdravotní systém té doby zpočátku nabízí jen čekání na smrt.

## Obsazení
| Matthew McConaughey | Ron Woodroof     |
| Jennifer Garnerová  | Dr. Eve Saks     |
| Jared Leto          | Rayon            |
| Steve Zahn          | Tucker           |
| Dallas Roberts      | David Wayne      |
| Michael O'Neill     | Richard Barkley  |
| Denis O'Hare        | Dr. Sevard       |
| Griffin Dunne       | Dr. Vass         |
| Jane McNeill        | Francine Suskind |
| James DuMont        | Rayonův otec     |
| Kevin Rankin        | T. J.            |
| Bradford Cox        | Sunny            |